# Římskokatolická farnost Vémyslice
Římskokatolická farnost Vémyslice je územní společenství římských katolíků s farním kostelem Narození Panny Marie v moravskokrumlovském děkanství.

## Historie farnosti
Založení Vémyslic spadá do 11. století. První zmínka o obci pochází z roku 1234. S rozvíjející se zástavbou obce vzniklo malé uzavřené náměstí a na malém návrší kostel s farou, který byl vystavěn asi ve 13. století. Farní kostel, zasvěcený Narození Panny Marie, byl vystavěný v románském slohu a počátkem 18. století přestavěný ve stylu baroka. Kolem kostela býval hřbitov, který byl roku 1827 přeložen za obec. Pod vémyslickou farnost spadá od roku 1938 také obec Rybníky.

## Duchovní správci
Od 1. srpna 2009 byl administrátorem excurrendo R. D. Mgr. Pavel Bublan, který byl zároveň děkanem moravskokrumlovského děkanství. S platností od 1. května 2018 se administrátorem excurrendo stal R. D. Mgr. Pavel Klouček.

## Bohoslužby
| Kostel                    | Místo     | Bohoslužba (den)    | Hodina                                                           | Poznámka        |
| ------------------------- | --------- | ------------------- | ---------------------------------------------------------------- | --------------- |
| Narození Panny Marie      | Vémyslice | neděle středa       | 9.30 17.00 (zima)/18.00 (léto)                                   | farní kostel    |
| svatého Cyrila a Metoděje | Rybníky   | neděle úterý sobota | 11.00 (lichý týden) 17.00 (zima)/18.00 (léto) 18.00 (sudý týden) | filiální kostel |

## Aktivity farnosti
Dnem vzájemných modliteb farností za bohoslovce a bohoslovců za farnosti brněnské diecéze je 3. prosinec. Adorační den připadá na nejbližší neděli po 12. březnu, v Rybníkách na 18. srpna. Farnost se účastní projektu Noc kostelů.
Ve farnosti se pravidelně koná tříkrálová sbírka. V roce 2018 dosáhl výtěžek ve Vémyslicích 18 118 korun a v obci Rybníky 16 331 korun.
Farnost se zapojuje do projektu Noc kostelů. V roce 2018 byla součástí programu mj. přednáška, výběr varhanních skladeb a dílničky pro děti. 